# Lalitavistara-sutra
El Lalitavistara Sūtra es un sutra budista de la tradición Mahayana en el que se cuenta  la historia del Buda Gautama desde el tiempo de su descenso de Tushita, esto es, desde su encarnación como Siddhārtha Gautama hasta su primer sermón en el Parque de los Venados en Benarés. El término Lalitavistara ha sido traducido como "La obra completa" o "La obra amplia" haciendo referencia a que, conforme al punto de vista del Mahayana, la última encarnación del Buddha fue un "juego divino", "representación" o "exposición" realizada para el beneficio de los seres en este mundo.

## Los relieves de Borobudur

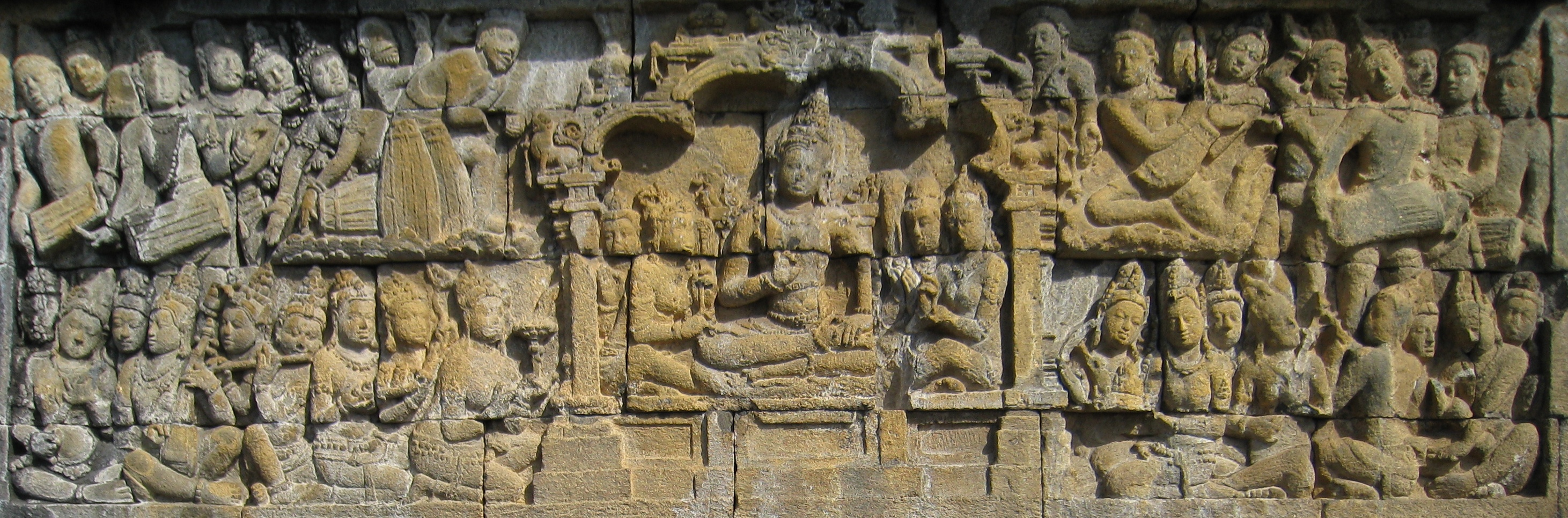
Bodhisattva en el cielo Tusita antes de su encarnación como Gautama Buda.

Los relieves de Borobudur constan de una serie de tableros que presentan la vida del Buda tal como se describe en el Lalitavistara Sutra. Los relieves comienzan mostrando el descenso magnífico del Buda desde el cielo Tushita y finalizan con el primer sermón en el Parque de los Venados.

## Contexto histórico
A principios del siglo XX, P. L. Vaidya propuso, como posible cronología, que el texto final en sánscrito pertenecía al siglo III d. C. Mientras que el académico Edward J. Thomas lo data alrededor del siglo IV d. C. y señala el Mahāvatsu como una de sus posibles fuentes. Una traducción al chino del Lalitavistara realizada por Dharmarakṣa hacia 308, lo que se toma como prueba de la difusión de la que gozaba el texto a principios del siglo IV en el Sur de Asia.
También se ha propuesto que el Lalitavistara es una recopilación de varias obras de diversos autores que incluye materiales de las tradiciones Sarvastivada adaptadas al punto de vista del Mahayana.
Al respecto de los orígenes del texto, el Dharmachakra Translation Committee señala:

Esta escritura es, evidentemente, una recopilación de diversas fuentes tempranas, las cuales fueron compiladas y desarrolladas conforme a la cosmovisión del Mahāyāna. En cuanto tal, este texto es un ejemplo fascinante de la forma en que el Mahāyāna se fundamenta firmemente sobre la tradición más temprana, además reinterpreta las mismas bases del budismo de una manera que las hace coincidir en su vasta perspectiva propia. El hecho de que el texto es una recopilación es inicialmente evidente en la mezcla de prosa y verso que, en algunos casos, contiene porciones de las enseñanzas budistas más tempranas y, en otros casos, presenta temas budistas más tardíos que no surgen sino hasta los primeros siglos de la era común. [...] Así, la única cosa que actualmente podemos aseverar respecto a La obra completa es que está basada en varias fuentes tempranas y, en su mayoría, no identificadas que pertenecen a los primeros tiempos de la tradición budista.